# Loi de réciprocité de Scholz
En mathématiques, et notamment en théorie des nombres, la loi de réciprocité de Scholz est une loi de réciprocité pour les  corps quadratiques réels découverte par Theodor Schönemann (en 1839)  et redécouverte par Arnold Scholz (en 1929).

## Énoncé
Soient {\displaystyle p} et {\displaystyle q} deux nombres premiers  congrus à 1 mod 4 tels que le symbole de Legendre {\displaystyle \left({\frac {p}{q}}\right)} est égal à 1. Alors l'idéal {\displaystyle (p)} se factorise en {\displaystyle (p)={\mathfrak {pp'}}} dans l' anneau des entiers de {\displaystyle \mathbb {Q} ({\sqrt {q}})}  et de même {\displaystyle (q)={\mathfrak {qq'}}} dans l'anneau des entiers de {\displaystyle \mathbb {Q} ({\sqrt {p}})}. Notons {\displaystyle \varepsilon _{p}} et {\displaystyle \varepsilon _{q}}  les unités fondamentales dans ces corps quadratiques. Alors la loi de réciprocité de Scholz affirme que
{\displaystyle [\varepsilon _{p}/{\mathfrak {q}}]=[\varepsilon _{q}/{\mathfrak {p}}]}
où [] dénote le résidu quadratique dans un corps de nombres quadratique.